# Protokoll (Datenbank)
Protokolle sind Synchronisationsverfahren, die von Transaktionssystemen verwendet werden, um die parallele Ausführung von Transaktionen effizient zu gestalten. Meist setzt eine eigene Komponente des Transaktionssystems, der sogenannte Scheduler, das entsprechende Protokoll um.
Beispiele sind Sperrprotokolle wie das Zwei-Phasen-Sperrprotokoll (2-Phase-Lock, Abk. 2PL) oder die verschiedenen Baumsperrverfahren (Tree-Lock, Abk. TL), sowie Zeitstempel-basierte Protokolle (Time Ordering, Abk. TO) und Serialisierbarkeits-Graph-Protokolle (Serializability Graph Scheduling, Abk. SGT). Für die Ausführung von Transaktionen in verteilten Systemen werden Commit-Protokolle verwendet. Dabei sprechen sich die beteiligten Teilsysteme ab, ob eine Transaktion erfolgreich abgeschlossen werden kann oder abgebrochen werden muss.